# 黄土梁子镇
黄土梁子镇，是中华人民共和国河北省承德市平泉市下辖的一个乡镇级行政单位。

## 行政区划
黄土梁子镇下辖以下地区：
营子头村、黄土梁子社区村、梁后村、龙王庙村、高台子村、西山村、小龙潭村、双河社区村、杨杖子村、北三家村、苏达营子村和油坊营子村。